# Mater dolorosa (film 1943)
Mater dolorosa è un film del 1943 diretto da Giacomo Gentilomo.
Il soggetto è tratto dall'omonimo romanzo di Gerolamo Rovetta.

## Trama
Maria di Santafiore è infelice sposa di un nobile. Ritrova per caso il suo unico amore Giorgio Della Valle ma per il bene della famiglia e per rispetto delle convenzioni sociali rinuncia a questa seconda possibilità. La figlia Lalla, vanitosa e viziata conosce Giorgio e lo sposa. Mentre l'uomo segue la lotta per la liberazione di Roma, Lalla accetta la corte di un altro giovane ma la madre, per proteggere l'onore della figlia, fa credere a Giorgio che il ragazzo sia il suo amante e non della figlia. Fatica e dolori porteranno alla morte la donna mentre Giorgio continua nella lotta per l'indipendenza italiana.

## Produzione
Il film venne girato negli stabilimenti di Cinecittà nell'autunno del 1942.

## Distribuzione
Il film fu distribuito nelle sale cinematografiche italiane il 1º febbraio del 1943.

## Opere correlate
Il romanzo di Rovetta era già stato trasposto al cinema durante il periodo del muto con due omonime pellicole: la prima di produzione francese nel 1910 e la seconda di produzione italiana nel 1913.